# Norfolk
Norfolk là một hạt nằm ở vùng đất thấp của đông nước Anh. Hạt có diện tích 5371  km². Thủ phủ hạt đóng ở Norwich. Hạt này giáp với Lincolnshire về phía tây, Cambridgeshire về phía tây và phía tây nam và giáp Suffolk ở phía nam. Ranh giới phía bắc và phía đông là bờ biển Bắc và phía tây bắc giáp với the Wash. Trong số 34 hạt nông thôn của Anh, Norfolk là thứ hạt đông dân thứ bảy, với dân số 859.400 người. Tuy nhiên, đây là một hạt nông thôn rộng lớn có mật độ dân số thấp: 401 trên dặm vuông.